# StopAsianHate
#StopAsianHate（ストップ・アジアン・ヘイト）は「アジア人に対するヘイトを止めよう」を意味する英語にハッシュタグ（#）を付したSNS用語。

## 概要
もともと存在するハッシュタグだったが2021年アトランタ連続銃撃事件を受けて注目が集まり、リアーナなどの著名人や企業もこのタグを使用して発信した。StopAsianHateはハッシュタグとしてのみでなく2021年対アジア人暴力反対集会の名前としても使われている。

## 引用
1. ↑  “米国から広がる #StopAsianHate 声をあげたアジア系スターたち”. Forbes JAPAN（フォーブス ジャパン） (2021年3月19日). 2021年4月7日閲覧。
2. ↑  “リアーナ/ファレル/アリアナなど、反アジア系暴力を非難するコメントを投稿 | Daily News”. Billboard JAPAN. 2021年4月7日閲覧。